# Swag
Swag é o sétimo álbum de estúdio do cantor canadense Justin Bieber. O lançamento ocorreu em 11 de julho de 2025, pela Def Jam Recordings. O álbum conta com participações especiais dos rappers americanos Gunna, Cash Cobain e Sexyy Red. Swag é tido como uma provável continuação do álbum anterior de Bieber, Justice, e de seu segundo EP, Freedom, ambos lançados na primavera de 2021.

## Divulgação
Em janeiro de 2023, foi noticiado pela primeira vez que Bieber estava focado em seu sétimo álbum de estúdio, após revelar em maio de 2022 que o álbum estava quase pronto. O cantor e compositor britânico Ed Sheeran e a esposa de Bieber, Hailey Bieber, falaram sobre as novas faixas do álbum. Em 31 de janeiro de 2024, ele postou uma série de fotos se apresentando ao lado de outros músicos em um estúdio de gravação.
Bieber passou o primeiro semestre de 2025 compartilhando fotos de si mesmo trabalhando em novas músicas, principalmente em sua conta do Instagram, além de postar mensagens enigmáticas em suas redes sociais. Ele terminou oficialmente a gravação do álbum em abril de 2025 na Islândia. O cantor posteriormente compartilhou fotos de um estúdio de gravação de lá em seu stories do Instagram.
Em 10 de julho de 2025, outdoors com a palavra "SWAG" apareceram em vários locais ao redor do mundo, incluindo Los Angeles e Reykjavík, esta última que Bieber visitou enquanto gravava músicas para o álbum. Outro outdoor na Times Square, em Manhattan, revelou posteriormente a lista de 20 músicas do projeto.

## Lista de faixas
| N.º            | Título                                         | Compositor(es) | Produtor(es)                                    | Duração |  |
| 1.             | "All I Can Take"                               | Justin Bieber, Carter Lang, Dylan Wiggins, Eddie Benjamin, Daniel Chetrit, Tobias Jesso Jr., Jackson Morgan                        | Bieber, Lang, Wiggins, Benjamin, Chetrit        | 4:07    |  |
| 2.             | "Daisies"                                      | Bieber, Michael Gordon, Lang, Wiggins, Benjamin, Dijon Duenas, Chetrit, Jesso                                                      | Mk.gee, Lang, Wiggins, Benjamin, Dijon, Chetrit | 2:56    |  |
| 3.             | "Yukon"                                        | Bieber, Tauheed Epps, Lang, Wiggins, Duenas, Chetrit, Marshall Mathers, Kejuan Muchita, Michael Crawford, John Medora, David White | Lang, Wiggins, Dijon, Chetrit                   | 2:43    |  |
| 4.             | "Go Baby"                                      | Bieber, Lang, Wiggins, Benjamin, Eli Teplin, Jesso, Morgan, Chetrit                                                                | Lang, Wiggins, Benjamin, Teplin                 | 3:14    |  |
| 5.             | "Things You Do"                                | Bieber, Lang, Duenas | Lang, Dijon                                     | 1:48    |  |
| 6.             | "Butterflies"                                  | Bieber, Lang, Wiggins, Benjamin, Chetrit, Jesso, Morgan                                                                            | Bieber, Lang, Wiggins, Benjamin, Chetrit        | 3:13    |  |
| 7.             | "Way It Is" (com Gunna)                        | Bieber, Sergio Kitchens, Lang, Wiggins, Benjamin, Jesso, Morgan, Chetrit                                                           | Lang, Wiggins                                   | 3:15    |  |
| 8.             | "First Place"                                  | Bieber, Lang, Wiggins, Benjamin, Kevin Rhomberg, Jesso, Morgan, Chetrit                                                            | Bieber, Lang, Wiggins, Benjamin, Knox Fortune   | 3:20    |  |
| 9.             | "Soulful" (com Druski)                         | Bieber, Drew Desbordes | Lang, Wiggins, Benjamin                         | 0:36    |  |
| 10.            | "Walking Away"                                 | Bieber, Lang, Wiggins, Jesso, Morgan, Chetrit                                                                                      | Bieber, Lang, Wiggins, Benjamin                 | 4:04    |  |
| 11.            | "Glory Voice Memo"                             | Bieber, Lang, Wiggins, Chetrit | Lang, Wiggins, Chetrit                          | 1:24    |  |
| 12.            | "Devotion" (com Dijon)                         | Bieber, Duenas, Ashton Simmonds, Lang, Wiggins, Chetrit                                                                            | Dijon, Daniel Caesar, Lang, Wiggins, Chetrit    | 3:54    |  |
| 13.            | "Dadz Love" (com Lil B)                        | Bieber, Brandon McCartney, Lang, Wiggins, Rhomberg, Chetrit                                                                        | Lang, Wiggins, Knox Fortune, Chetrit            | 2:25    |  |
| 14.            | "Therapy Session" (com Druski)                 | Bieber, Desbordes | Lang, Wiggins, Benjamin                         | 1:18    |  |
| 15.            | "Sweet Spot" (com Sexyy Red)                   | Bieber, Janae Wherry, Lang, Wiggins, Benjamin, Jesso, Morgan, Chetrit, James Harris III, Terry Lewis, Elmer Bernstein              | Lang, Wiggins, Benjamin                         | 3:05    |  |
| 16.            | "Standing on Business" (com Druski)            | Bieber, Desbordes | Lang, Wiggins, Benjamin                         | 0:50    |  |
| 17.            | "405"                                          | Bieber, Lang, Wiggins, Benjamin, Jesso, Morgan, Chetrit                                                                            | Bieber, Lang, Wiggins, Benjamin                 | 3:32    |  |
| 18.            | "Swag" (com Cash Cobain, Eddie Benjamin)       | Bieber, Cashmere Small, Lang, Wiggins                                                                                              | Lang, Wiggins                                   | 2:30    |  |
| 19.            | "Zuma House"                                   | Bieber, Lang | Bieber, Lang                                    | 1:23    |  |
| 20.            | "Too Long"                                     | Bieber, Lang, Wiggins, Benjamin, Bernard Harvey, Jesso, Morgan, Chetrit                                                            | Lang, Wiggins, Benjamin, Harv                   | 3:04    |  |
| 21.            | "Forgiveness" (interpretado por Marvin Winans) | Rick Founds |                                                 | 1:30    |  |
| Duração total: | Duração total:                                 | Duração total: | Duração total:                                  | 54:09   |  |